# Gabriela Nestal de Moraes
Gabriela Nestal de Moraes é uma investigadora e biomédica no Rio de Janeiro, Brasil, que atua na área do câncer de mama.

## Percurso
Entre 2004 e 2008, iniciou sua vida científica no curso de Ciências Biológicas, na modalidade médica, da Universidade Federal do Rio de Janeiro (UFRJ). Em 2006, foi bolsista de Iniciação Científica da FAPERJ.
Entre 2008 e 2010, realizou o Mestrado em Oncologia pelo Instituto Nacional do Câncer (INCA), sendo bolsista do CAPES (Coordenação de Aperfeiçoamento de Pessoal de Nível Superior), Brasil.
Entre 2010 e 2013, realizou o Doutorado em Oncologia pelo Instituto Nacional do Câncer (INCA), com a tese: "Avaliação da survivina e XIAP e dos fatores de transcrição Foxo3a e FoxM1 como potenciais biomarcadores de quimiorresistência no câncer de mama". Sendo bolsista do Ministério da Saúde/ INCA, MS/INCA, Brasil.
Entre 2013 e 2014, realizou um Pós-Doutorado no Instituto Nacional de Câncer (INCA) Brasil, sendo bolsista do Ministério da Saúde/ INCA, MS/INCA, Brasil.
Entre 2014 e 2015, realizou um Pós-Doutorado no Imperial College London (ICTEM), no Department of Surgery and Cancer, sendo bolsista do Conselho Nacional de Desenvolvimento Científico e Tecnológico, CNPq, Brasil.
Entre 2015 e 2016, realizou um Pós-Doutorado no Instituto Nacional de Câncer (INCA), Brasil, sendo bolsista do Ministério da Saúde/ INCA, MS/INCA, Brasil.
É docente, desde 2016, no Instituto Nacional do Câncer (Inca) onde é a pesquisadora responsável pelo estudo sobre moléculas associadas ao tratamento do câncer de mama, de forma a desenvolver uma terapia para pacientes que não respondem à quimioterapia. Mãe de uma filha, esteve em licença maternidade durante esse mesmo ano. 
Em 2017, recebeu o Prémio Para Mulheres na Ciência, criado em 1998, fruto de uma parceria entre a Fundação L’Oréal, a Organização das Nações Unidas para a Educação, a Ciência e a Cultura (UNESCO) e a Academia Brasileira de Ciências (ABC) para estimular a presença de mulheres em áreas da pesquisa em que elas foram, historicamente, desconsideradas.
Em 2019, coordenou um projeto de pesquisa realizado no Instituto Nacional de Câncer (INCA), fazendo parte do Programa de Oncobiologia. O grupo de investigadores procurou entender porque é que algumas pacientes respondiam bem a tratamentos e outras não. A partir de células de laboratório e de biópsias de pacientes com câncer de mama procuraram ver a expressão, a localização e a função de algumas proteínas que estavam relacionadas com a resistência aos tratamentos, com a finalidade de compreender como é que se relacionam entre si, de maneira a que fosse possível interferir nesse processo, tornando-as novamente sensíveis aos tratamentos. A interferência, no caso, seriam possíveis medicamentos desenvolvidos para impedir o mecanismo de ação da proteína. O grupo estudou uma proteína chamada XIAP, tendo um papel decisivo na morte das células, em modelos de câncer de mama.
No mesmo ano, fez parte da equipa editorial da revista Mulheres na Ciência, do British Council, projeto iniciado em 2018 que procurava fortalecer vínculos em torno de mulheres na ciência no Brasil e com o Reino Unido nos âmbitos individual e institucional.
Em 2020, no contexto da pandemia de COVID-19, foi entrevistada pelo Nexo Jornal Ltda. falando sobre a desigualdade de género na ciência, fruto do isolamento social, reforçando a importância de não "romantizar" a maternidade e não criar pressões sobre cientistas com filhos para que sejam mais produtivos.

## Reconhecimentos e Prêmios
Em 2017, foi uma das sete vencedoras do Prêmio Para Mulheres na Ciência, oferecido pela 12ª edição do Programa L’Oréal-ABC-UNESCO. As cientistas foram avaliadas pelo potencial de suas pesquisas e pela trajetória que já desenvolveram em suas áreas de atuação e foram premiadas com uma bolsa-auxílio de R$50 mil. Gabriela foi escolhida na categoria Ciências da Vida, por sua pesquisa sobre bases celulares e moleculares para uma nova terapia para o câncer de mama a partir de informações de pacientes que não respondem ao tratamento quimioterápico.